# Union Féminine pour la Société des Nations

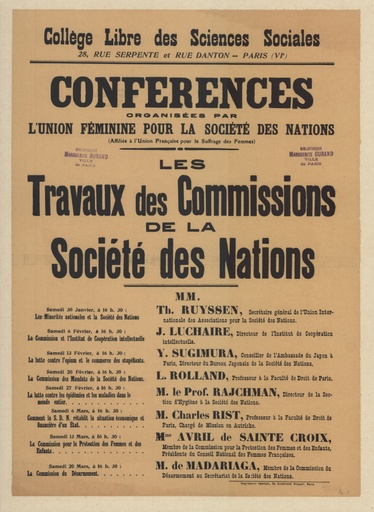
Poster of conferences organized by the Women's Union for the League of Nations

Union Féminine pour la Société des Nations, var en fransk kvinnoorganisation, verksam 1920-1940. Den bildades av Union française pour le suffrage des femmes för att verka för kvinnors intressen inom Nationernas förbund, och representerades främst av Marie-Louise Puech, Marguerite de Witt-Schlumberger och Germaine Malaterre-Sellier 